# William Miller (kaznodzieja)
William Miller (ur. 15 lutego 1782 w Pittsfield, USA; zm. 20 grudnia 1849 Hampton, Stany Zjednoczone) – amerykański kaznodzieja, baptysta, przywódca przebudzenia adwentowego w Ameryce, jednego z głównych przejawów II wielkiego przebudzenia; uważany za założyciela adwentyzmu.
Był rolnikiem, który osiedlił się w pobliżu Nowego Jorku po wojnie roku 1812. Pierwotnie Miller był deistą. Po dwóch latach prywatnych studiów nad Biblią, Miller przeszedł na chrześcijaństwo i stał się świeckim działaczem baptystów. Był przekonany, że Biblia zawiera zakodowane informacje dotyczące końca świata i powrotu Jezusa. Uznał też, że musi o tej wieści nauczać innych.
Jednym z kluczowych tekstów Millera była nowa interpretacja biblijnej Księgi Daniela, zwłaszcza wersetów Dan. 8:13-14, gdzie jest mowa o 2300 dniach, po których ma nastąpić oczyszczenie świątyni. Miller wierzył, że każdy z tych 2300 dni oznaczał rok (według zasady dzień za rok) i że odliczanie rozpoczęło się w 457 roku p.n.e. Tak więc konkludował, że oczyszczenie świątyni, utożsamiane wówczas z «Powrotem Jezusa» na Ziemię, nastąpi między 21 marca 1843 roku a 21 marca 1844 roku. Samuel Snow, zwolennik Millera, ogłosił potem w wyniku nowych kalkulacji, że koniec świata odbędzie się 22 października 1844 roku.
Po niesprawdzeniu się takiej interpretacji proroctwa wielu wiernych odeszło z ruchu, a okres ten nazwano „wielkim rozczarowaniem”. Miller stopniowo wycofywał się z przewodniczenia ruchowi, zmarł w 1849 roku. Jego zwolennicy nazywali się millerytami.